# Der Prozess (opéra)
Pour les articles homonymes, voir Procès (homonymie).
Personnages
- Josef K., Prokurist (ténor)
- Le directeur adjoint (ténor)
- Albert K. (basse)
- Un garçon (ténor)
- Mme Grubach (mezzosoprano)
- Trois hommes (ténor, baryton et basse)
- L'avocat (baryton)
- L'étudiant (ténor)
- Titorelli (ténor)
- Le surveillant, le passant, l'industriel et l'ecclésiastique - représenter par la même personne (baryton)
- Le juge d'instruction et l'inspecteur – double rôle (basse)
- Willem et l'huissier de justice – double rôle  (baryton)
- Mlle Bürstner (soprano)
- La femme de l'huissier de justice (soprano)
- Leni, la femme de chambre (soprano)
- Une fille bossue (soprano)

Der Prozess est un opéra de Gottfried von Einem basé sur un livret de Boris Blacher et Heinz von Cramer.
Il s'agit de l'adaptation du roman de Franz Kafka.

## Argument

### Première partie
Premier tableauL'Arrestation : deux pièces
Un matin, l’employé de la banque Josef K. est arrêté par deux hommes, sans connaître la raison de cette mesure. Mais on lui dit également qu'il peut toujours exercer sa profession et se déplacer librement jusqu'à nouvel ordre. À partir de maintenant, Josef K. souffre de détresse émotionnelle parce qu'il ne réalise pas ce qu'il aurait pu faire de mal.
Deuxième tableauMlle Bürstner : deux pièces
Après le travail, Josef K. rend visite à sa voisine, Mlle Bürstner, et explique son étrange arrestation. Il s'assoit à la table et commence à prendre des notes. Quand on frappe à la porte, Mlle Bürstner essaie de le faire sortir. Ce faisant, elle appuie un baiser passionné sur les lèvres.
Troisième tableauLa Citation à comparaître : La rue
La nuit, Josef K. marche dans la rue. Il se sent menacé par des forces invisibles. Un inconnu passe sans un mot, puis se retourne et déclare qu'il y aura une petite enquête sur son cas samedi prochain. Il ne devrait pas manquer le rendez-vous.
Quatrième tableauLa Première comparution : un grenier
Josef K. arrive avec une heure de retard au tribunal réuni dans un grenier. Le public attend avec impatience le début du procès. En colère, Josef K. proteste contre le fait que le tribunal ne le traite que superficiellement. Il y a aussi un étudiant parmi le public, qui se rapproche soudainement de la femme de l'huissier de justice. Le juge d'instruction interrompt alors la procédure et se retire avec ses assesseurs. La femme interpellée assure à Josef K. qu'elle fera tout ce qui est en son pouvoir pour l'aider. L’étudiant la rejoint et l’emmène. Alors que l'enquête se poursuit, Josef K. maudit la Haute Cour et prend la fuite.

### Deuxième partie
Cinquième tableauLe Bastonneur : un couloir
Dans le couloir, Josef K. découvre dans une pièce mal éclairée les deux hommes qui l'avaient récemment informé de son arrestation. Ils ont été roués de coups. Josef K. pense que c'est le résultat de sa plainte contre ces hommes. Tout à coup, le passant de l’autre jour descend les escaliers et lui ordonne de se rendre immédiatement au bureau de l’avocat.
Sixième tableauL'Avocat : deux pièces
Josef K. est conduit par son oncle Albert chez un ancien avocat, qui jouit d'une bonne réputation dans toute la ville et au-delà. Mais au lieu d'interroger Josef K., l'avocat préfère discuter avec son oncle. Pendant ce temps, le protagoniste dans la pièce voisine parle à Leni, la femme de chambre de l'avocat. Les deux se rapprochent, se tombent dans les bras et s'embrassent.
Septième imageL'Industriel : un bureau de la banque
Une fois encore, Josef K. tente de poursuivre son travail en tant qu'agent à la banque, mais le processus pèse lourdement sur sa conscience, de sorte qu'il ne peut pas se concentrer. Cela ne reste pas caché au client qu'il sert. Celui-ci, un directeur d'usine, lui recommande de rendre visite au peintre Titorelli et de demander de l'aide. Titorelli a dépeint presque tous les dignitaires de la ville et a donc des relations significatives.
Huitième tableauLe Peintre : un atelier
Devant la maison de Titorelli, Josef K. doit se frayer un chemin à travers un groupe de filles hurlant pour se rendre dans l'atelier. Le peintre est un vrai frimeur qui se surestime immensément. Il raconte à Josef K. trois façons de fin du procès : l'acquittement réel, l'acquittement apparent ou le report, ce dernier étant meilleur pour lui que l'acquittement apparent. Il conseille de soigneusement évaluer les possibilités et ne pas perdre de temps ; Josef K. est plus confus qu'auparavant.
Neuvième tableaudans la cathédrale et dans la carrière
L’accusé est tellement désespéré qu’il espère recevoir de l’aide de l’Église en dernier recours. Mais même l'entretien avec un aumônier ne lui apporte aucun réconfort. Au contraire. L'ecclésiastique l'accuse de chercher trop d'aide auprès d'étrangers, en particulier de femmes, et qu'il est incapable de se regarder en face.
La scénographie se transforme en carrière. Deux messieurs élégants avec des cylindres emmènent les désespérés au milieu d'eux. L'un d'eux tire de sa redingote un énorme couteau de boucher aiguisé des deux côtés. Avec une grande courtoisie, il cède la tête de Josef K. à l'autre homme. Après cela, il fait complètement noir.

## Orchestration
| Instrumentation de Der Prozess                 |
| Bois                                           |
| 3 flûtes, 2 hautbois, 2 clarinettes, 2 bassons |
| Cuivres                                        |
| 4 cors, 2 trompettes, 3 trombones              |
| Percussions                                    |
| Timbales, batterie                             |
| Instrument à cordes frottées                   |

## Source de la traduction
- (de) Cet article est partiellement ou en totalité issu de l’article de Wikipédia en allemand intitulé « Der Prozess (Oper) » (voir la liste des auteurs).